# Abraham Berliner

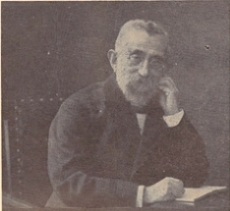
Abraham Berliner

Abraham Berliner, född 1 maj 1833 Obersitzko, provinsen Posen, död 21 april 1915 i Berlin, var en tysk-judisk litteraturhistoriker.
Berliner blev 1858 lärare och predikant i Arnswalde. Från 1873 var han docent i judisk historia och litteratur vid ortodoxa rabbinseminariet i Berlin. Berliner vann sitt vetenskapliga namn med sitt debutarbete; Raschi's Pentateuch-Kommentar (1866). Särskild betydelse vann hans arbeten om de tyska judarnas kulturhistoria i medeltiden samt hans ingående arkivforskningar om judarnas historia i Rom. Bland hans arbeten märks: Aus der inneren Leben der deutschen Juden im Mittelalter (1871), Die Massorah zum Targum Onkelos (1875), Persönliche Beziehungen zwichen Juden und Christen im Mittelalter (1882), Geschichte der Juden in Rom (1893). Berliner redigerade 1874-93 Magazin für Wissenschaft des Judentums.